# Casa dels Italians
La Casa dels Italians és una obra de Roses (Alt Empordà) inclosa a l'Inventari del Patrimoni Arquitectònic de Catalunya. Situat dins del nucli urbà de la població de Roses, formant cantonada entre el carrer de la Pujada al Puig Rom i l'Avinguda de Rhode, i situada a primera línia de mar.

## Descripció
Casa unifamiliar aïllada de planta rectangular, amb un gran jardí al seu voltant. Consta de planta baixa i planta pis. La coberta és a dues vessants, amb el carener perpendicular a la façana principal i ràfec de teula. Les obertures són de grans dimensions, a la planta baixa hi ha una porta d'arc rebaixat d'accés al garatge, amb un petit voladís de teula sostingut per mènsules. Al pis hi ha una finestra d'arc rebaixat, amb guardapols coronat amb teula i l'ampit revestit de rajola, ambdós sostinguts per mènsules. Al costat dret hi ha una terrassa amb galeria d'arcs de mig punt, ampliada posteriorment. La façana que dona al carrer de la Pujada al Puig Rom presenta dues finestres quadrades a la planta baixa cobertes amb un voladís de biguetes i revoltons, amb teuladeta.
La construcció es troba arrebossada i pintada de blanc.

## Història
La propietat està situada a primera línia de mar i té planta baixa i pis. Té una gran extensió de jardí i zona lúdica amb un frontó i una piscina. En un inici el projecte era per aixecar un xalet de planta baixa, però pocs mesos després els propietaris van presentar uns nous plànols per fer-hi també una planta pis. El 1950, al costat del xalet, s'hi va construir una casa per al guarda de la finca. A més a més, al nord de la propietat hi ha un altre habitatge i una torre d'aigua.
El xalet va ser construït el 1949 per part de l'industrial barceloní Josep Maria Boixeda Coll, propietari de l'empresa Hilaturas del Segre, SA, situada a la colònia tèxtil d'Artesa de Segre. Boixeda estava casat amb Maria Antònia Millet Maristany, filla de l'industrial cotoner Joan Millet Pagès. Dècades més tard la casa va ser adquirida per l'industrial del Tirol del Sud Hermann Amos i fundador de l'empresa d'eines USAG, establerta a la vila de Gemonio, prop de Varese. És per això que el xalet és conegut des d'aleshores com el xalet dels italians.